# Акас
Державна Служба Арбітражу і Примирень  (вимова: Áкас)(англ. Advisory, Conciliation and Arbitration Service скор. ACAS) є державним (коронним) органом центрального уряду Сполученого Королівства Великої Британії та Північної Ірландії.
Головною метою та завданнями служби є покращення організації та умов праці британських працівників через сприяння та посилення трудових стосунків між працівником та роботодавцем.
Це досягається через низку засобів, серед яких посередництво служби у розв'язанні трудових суперечок, а також інші альтернативи врегулювання трудових диспутів. Ця організація також виступає у ролі наглядача за дотриманням роботодавцями встановлених умов праці своїх працівників. Дана організація тісно співпрацює з британськими профспілковими організаціями та різними асоціаціями роботодавців з метою вироблення політики у сфері трудового права.
Áкас є незалежною та неупередженою організацією, яка, під час вирішення трудових суперечок, зобов'язується постійно зберігати свою нейтральність.
Значення Áкас є надзвичайно важливим для британських працівників всіх рівнів та рангів.  Якщо у британського працівника чи працівниці виникає необхідність звертання у Трудовий Трибунал (Employment Tribunal) з метою вирішення суперечки щодо можливого зневажання їх трудових прав, то перед цим, він чи вона звертаються до служби Акас. У цьому випадку Акас встановлює діалог (арбітраж) між даним працівником та роботодавцем з метою вирішення суперечки. Якщо зусилля Акас виявляться недостатніми вирішити дану суперечку, тоді працівники вже можуть подавати поклик до Трудового Трибуналу. Під час процесу у Трудовому Трибуналі, посередництво служби Акас може продовжуватись.

## Історія
Служба Акас була зароджена у 1896 році, коли уряд запустив добровільну погоджувальну та арбітражну службу, додатковою метою якої було надання безкоштовних порад профспілкам та роботодавцям щодо розв'язання питань трудових взаємин. У 1960 році назву служби було змінено на «Служба промислових стосунків». У 1972 році назву служби було знову змінено на «Арбітражна та дорадча служба». Упродовж всього свого існування, Акас залишалась під крилом центрального уряду Сполученого Королівства. У 1974 році службу було виведено з-під контролю уряду, а замість того чинний контроль над нею було передано в руки незалежної ради.
У 2012 році, на стіл Палати Громад ліг документ, у якому містився перелік пропозицій змін до тоді чинного трудового законодавства Сполученого Королівства, серед яких була пропозиція щодо запровадження нової служби під назвою «Попередній арбітраж». Дана пропозиція передбачала, що будь-які трудові суперечки спочатку мали пройти крізь Акас, а не прямо у Трудовий Трибунал. Від того часу, першою стадією розв'язання трудової суперечки є її подача до Акас. Це можна робити онлайн, на сайті служби (дивіться нижче у посиланнях).

## Структура
Головні фінансові потоки у Акас надходять від «Відділу Бізнесу, Здібностей та Інновацій» центрального уряду Сполученого Королівства. Акас не є урядовим органом і курується незалежною радою, яка несе відповідальність за напрямки розвитку та пріоритети Акас. Дана структура дозволяє Акас зберігати свою незалежність, неупередженість та конфіденційність. Це означає, що особа може звертатись до Акас незалежно від того, чи вона є легальним чи нелегальним працівником чи працівницею.
На чолі Акас є її виконавчий директор разом з радою керівників служби. На Акас працюють приблизно 800 людей. Головне бюро служби розташоване у Лондоні. Окрім головного, Акас має ще одинадцять регіональних бюро на території Англії, Шотландії та Уельсу.